# Юха Ілонен
Юха Петтері Ілонен (фін. Juha Petteri Ylönen; 13 лютого 1972, м. Гельсінкі, Фінляндія) — фінський хокеїст, центральний нападник. 
Вихованець хокейної школи «Кієкко-Еспоо». Виступав за «Кієкко-Еспоо», ГПК Гямеенлінна, «Йокеріт» (Гельсінкі), «Фінікс Койотс», «Спрингфілд Фелконс» (АХЛ), «Тампа-Бей Лайтнінг», «Оттава Сенаторс», «Еспоо Блюз». 
В чемпіонатах НХЛ — 341 матч (26+76), у турнірах Кубка Стенлі — 15 матчів (0+7). В чемпіонатах Фінляндії — 277 матчів (42+95), у плей-оф — 59 матчів (13+19).
У складі національної збірної Фінляндії учасник зимових Олімпійських ігор 1998 і 2002 (10 матчів, 0+1), учасник чемпіонатів світу 1995, 1996, 2001 і 2003 (31 матч, 6+14). У складі молодіжної збірної Фінляндії учасник чемпіонатів світу 1991 і 1992. У складі юніорської збірної Фінляндії учасник чемпіонату Європи 1990.
Досягнення
- Бронзовий призер зимових Олімпійських ігор (1998)
- Чемпіон світу (1995), срібний призер (2001)
- Чемпіон Фінляндії (1994, 1996), срібний призер (1993, 1995)
- Володар Кубка європейських чемпіонів (1995, 1996).